# L'Amour maudit de Leisenbohg

L'Amour maudit de Leisenbohg est un téléfilm français réalisé par Édouard Molinaro, diffusé le 30 mars 1991 sur Canal+.

## Synopsis
un baron aurait du béguin pour la jeune femme et alors que cette femme est en relation avec le duc.

## Fiche technique
- Réalisateur : Édouard Molinaro
- Scénario : Pascal Bonitzer et Édouard Molinaro, d'après une nouvelle de Arthur Schnitzler
- Photographie : Michael Epp
- Musique : Georges Garvarentz
- Dates de diffusion : le 30 mars 1991 sur Canal+.
- Durée : 90 minutes.

## Distribution
- Michel Piccoli : le baron de Leisenbohg
- Anouk Aimée : Claire Hell
- Friedrich von Thun : le duc Richard
- Amadeus August : Siegfried
- Christine Citti : Sabine
- Cristina Marsillach : Fanny